# Gillis Coignet
Gillis Coignet, Congnet of Quiniet (Antwerpen ca. 1542- Hamburg 1599) was een Zuid-Nederlandse renaissanceschilder. Hij schilderde mythologische en historische tafeleren, vaak op middenformaat.

## Biografie

### Antwerpen

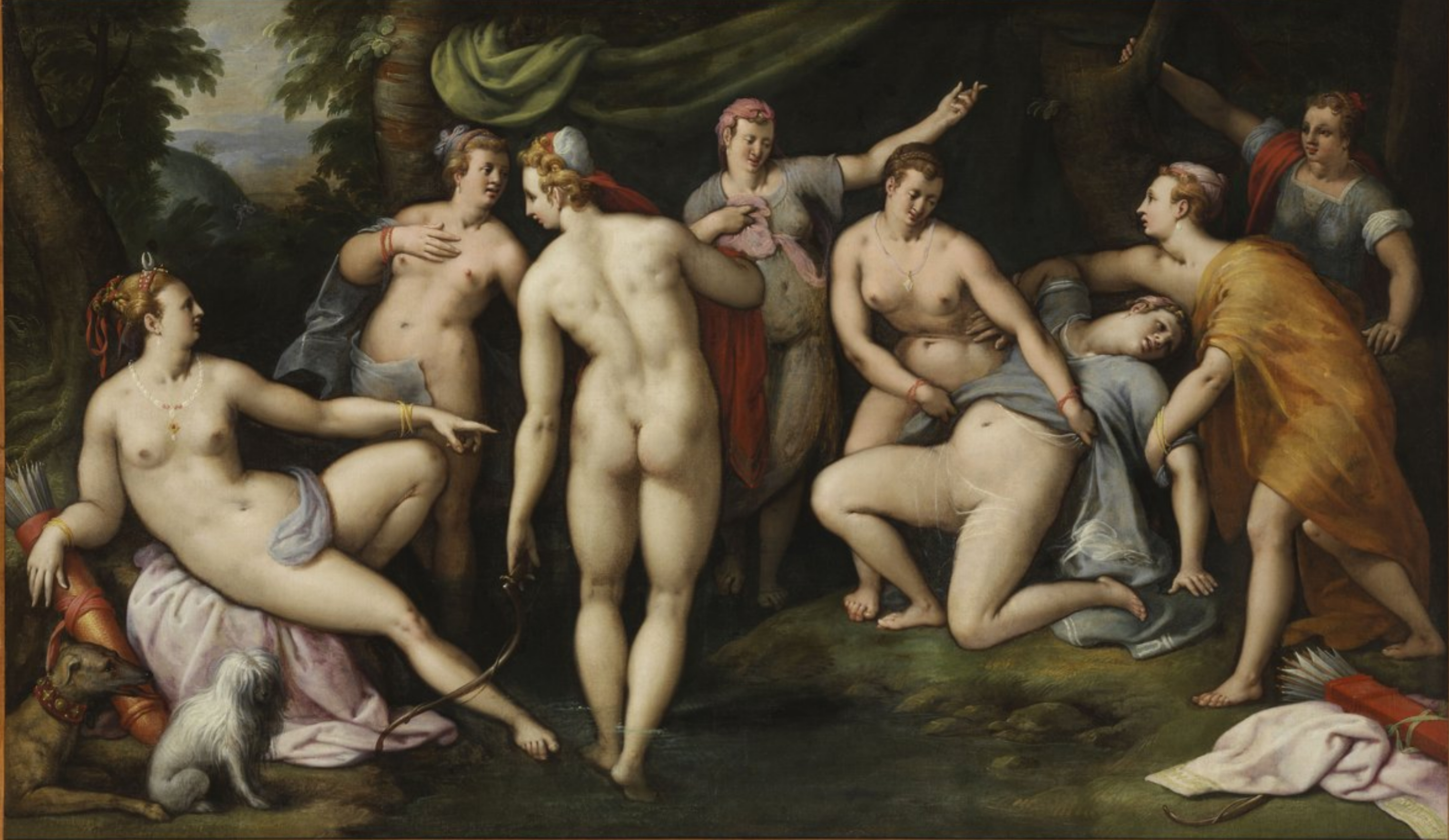
Callisto, 1580

Pierson La Hues, 1581

Gillis Coignet werd rond 1542 geboren als zoon van Gillis de Oudere. In de certificatieboeken van 1579 verklaart Gillis 37 jaar oud te zijn, in de certificatieboeken van 1586 daarentegen heet het 43 jaar oud. Dit plaatst zijn geboortedatum rond 1542 en, indien de gegevens juist zijn, tussen april en september 1542. Door de natuur was hij niet goed bedeeld, want hij had op zijn wang een behaarde vlek die hem zijn bijnaam Gillis met de Vlek gaf. Volgens de Liggeren van de St-Lucasgilde werd hij in 1553 leerjongen bij Lambrecht Wenslijns.
De bewering van Van Mander dat hij een tijdlang bij kunsthandelaar Anthony Palerme woonde is correct. Deze laatste getuigde in 1586 dat Gillis bij hem in de kost was geweest en een aantal jaar bij hem gewoond heeft toen zijn ouders nog leefden (d.i. voor 1563). In 1561 werd Gillis meester.

### Italië
In de tweede helft van de jaren zestig maakte hij een reis door Italië, waar hij o.a. Florence, Rome, Napels en Sicilië bezocht. Volgens de Florentijnse Accademia del Disegno was op 16 januari 1568 een Giulio Cognietta fiamingo P(ictor) aanwezig. In Terni (Umbrië) werkte hij samen met een zekere schilder Stello aan o.a. fresco's en een altaar in fresco-techniek. Deze Stello was volgens Van Mander een Vlaming. Nicole Dacos Griffò identificeert Stello met een lid van de Mechelse schildersfamilie Stellaert. Beide schilders worden in een document vermeld als leden van een grote groep decorateurs die onder leiding van Federico Zuccaro het salon van de Villa d'Este in Tivoli verfraaiden. Uit deze periode zou ook het groteskenreliëf van het Palazzo Giocosi dateren, dat door beide schilders werd uitgevoerd. Ook lijkt het erop dat hij in opdracht van Francesco de' Medici heeft gewerkt.

### Terug in Antwerpen
Na 1570 is Gillis terug in Antwerpen en heeft er in de loop der jaren verschillende leerjongens. In juli 1571 geeft de beeldhouwer Willem vanden Bosch in een brief aan de hertog van Alva te kennen dat Gillis in dienst van de hertog wil treden.
In maart 1580 kochten hij en zijn vrouw, Magdalena Kempeneers het levenslange vruchtgebruik van een deel van een huis van de St-Jorisgilde, genaamd "De hove van de Jonge Voetboog" voor 750 gl. Het huis was gelegen aan de Schuttershofstraat en had een rentewaarde van 40 gl. Bij de maandelijkse quotisatie, de oorlogsbelasting die geheven werd om de strijd tegen de Spanjaarden te betalen, werd het gezin van Gillis Coignet op 2 gl. 10 st. getaxeerd. Indien we de indeling van Van Roey volgen dan kan Gillis als welgesteld beschouwd worden.
Nog volgens Van Roey zou Gillis als martinist (d.i. lutheraan) bekendgestaan hebben, wat overigens in overeenstemming is met zijn latere levenswandel in Amsterdam.
In 1581 werd Gillis lid van de armenbus van de St-Lucasgilde. De Armenbus was een in 1538, naar het voorbeeld van andere ambachten, opgerichte kas die door jaarlijkse bijdragen gespijsd werd en die bestemd was voor het ondersteunen van leden die door ziekte niet in hun levensonderhoud konden voorzien of wiens nabestaanden bij gebrek aan geld geen passende begrafenis konden bekostigen. Na het toetreden tot de Bus was er eerst een wachttijd alvorens men van de voordelen kon genieten. De Bus werd voorgezeten door twee busmeesters die achtereenvolgens als mede- en hoofdbusmeester fungeerden. Reeds het jaar na zijn intrede werd Gillis Coignet medebusmeester . Het daaropvolgende jaar is hij hoofdbusmeester met als medebusmeester Philips Galle. In dat jaar lijkt Gillis zijn familie overgehaald te hebben om lid van de Bus te worden. Zowel zijn broers Michiel (wiskundige, wiskundige-instrumentenbouwer) en Jacob (geneesheer) en hun respectievelijke echtgenotes worden lid van de Bus. Het is niet duidelijk of de in het Busboek vermelde Magdalena Coignet, die met Merten van Sigem gehuwd was, eveneens naaste familie is.
In 1584 werd Gillis deken van de St-Lucasgilde, wat hij gedurende de gehele moeilijke periode van het Beleg van Antwerpen en kort erna nog zou blijven. Het wekt dan ook geen verwondering dat er na de Reconciliatie twijfels over zijn geloof in die periode bestonden.
In 1586 getuigden Anthony Palerme en Jan van den Kerckhove ten gunste van Gillis Coignet en verklaarden dat hij "hem gedraghen [had] in alle modestie ende vreedtsaemheyt". Omgekeerd getuigde Gillis voor andere gildeleden, zo bijvoorbeeld samen met Philips Galle en Gerard de Jode dat Henrick van Steenwijck en Marten van Valckenborch burgers van de stad waren. Het lijkt aan te geven dat hij in eerste instantie niet van plan was de stad te verlaten. Voor het gildejaar 1585-86 betaalde Gillis zijn lidgeld nog. Op 3 oktober 1585 overloopt hij met de nieuwe deken Philips Galle de rekeningen van de St-Lucasgilde. Blijkbaar verliep de overgang niet zonder wrijvingen want op 26 oktober 1585 werd een verzoeningsvergadering met de ouderlingen belegd. De laatste vermelding over Gillis in de Liggeren van de St-Lucasgilde vinden dateert van Hemelvaartsdag 1586, toen bleek dat de rekening die hij en Ambrosius Vrancken gemaakt hadden niet klopte. In datzelfde voorjaar van 1586 verkocht hij het vruchtgebruik van zijn huis aan Hendrik Jennen. Uit een nota van Philips Galle van na 4 september 1586 blijkt dat Gillis de stad verlaten heeft. Gillis heeft dus vermoedelijk rond september 1586 Antwerpen verlaten.

### Amsterdam
Gillis Coignet trok naar Amsterdam waar hij op 6 april 1588 de lutheraanse gemeente vertegenwoordigde. In 1589 werd hij poorter van de stad. Volgens Carel van Mander zou hij hier relatief goed aan de kost gekomen zijn.
Op 15 maart 1590 had hij een handgemeen met de calvinistische schilder Adriaan van Conflans. Het is niet duidelijk of de respectieve geloofsovertuigingen hier iets mee te maken hadden, maar onmogelijk is dit niet want in het algemeen waren de verhoudingen tussen lutheranen en calvinisten slecht.

### Hamburg
Gillis trok dan ook verder naar Hamburg, "om zijn ghesintheyt oft anders" schrijft van Mander. Dit gebeurde waarschijnlijk in de loop van 1593 of kort erna. Zeker is dat hij in 1593 het laatst vermeld wordt in de Amsterdamse archivalia, met name op 21 januari als doopgetuige. De Loterij op het Rusland is gesigneerd in mei 1593 terwijl hij in 1595 zijn stuk Het Laatste Avondmaal signeerde te Hamburg.
Gillis stierf in Hamburg op 27 december 1599 en ligt er begraven in de Jacobskirche.

## Stijl
Het werk van Gillis Coignet verraadt de invloed van de Venetiaanse school en meer bepaald van Titiaan en Tintoretto. De snelle toetsen en de diversiteit van de tonaliteit doen in het bijzonder aan het later werk van Titiaan denken, wat vooral duidelijk wordt in zijn schilderij Venus en Amor (1579). Het portret van Pierson de la Hues (1581) getuigt van een groot observatietalent. Volgens van Mander schilderde Gillis Coignet veel nachttaferelen, waarbij hij goud gebruikte om het lichteffect van de toortsen en kaarsen weer te geven. Dit wordt uitstekend geïllustreerd op Loterij op het Rusland (1593).
Zijn Lutherse overtuiging vindt men ook in zijn schilderijen terug, bijvoorbeeld op het Laatste Oordeel. Figuren die vaak op dit soort schilderijen voorkomen zoals Maria en St-Johannes de Doper zijn vervangen door allegorische figuren zoals Pax, met het Lam, en Gerechtigheid, met de Tafelen der Wet. Aan de rechterzijde van het schilderij ziet men de doodzonden, aan de linkerzijde de schenkers omgeven door de werken van barmhartigheid.
Vele werken van Gillis Coignet zijn ons echter slechts bekend via gravures die door tijdgenoten als R. en J. Sadeler, P. de Jode en P. Galle werden gemaakt. Anderzijds moet ook worden vermeld dat hij, volgens van Mander, kopieën die zijn leerlingen gemaakt hadden als eigen werk verkocht. Het was niet ongebruikelijk dat leerlingen het werk van hun meester kopieerden, ter vermeerdering van de productie of gewoon tot oefening van de leerlingen. Van Mander-commentator en -biograaf Miedema suggereert dan ook dat Van Mander niet de praktijk op zich afkeurt, maar wel het feit dat deze kopieën, door niet volleerde handen gemaakt van mindere kwaliteit waren en dus afbreuk aan de reputatie van de meester deden.

## Galerij

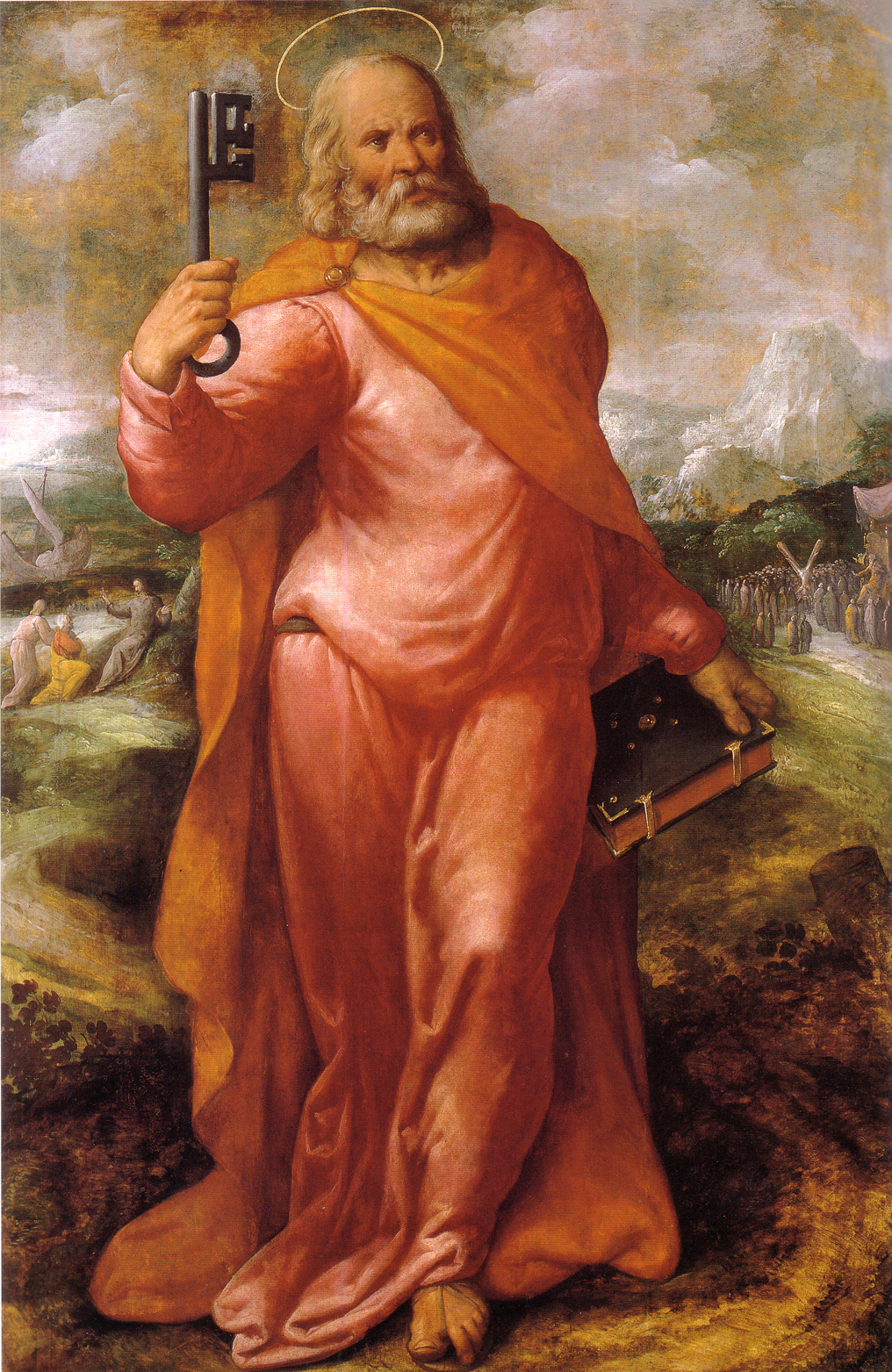
St-Pieter, 1585
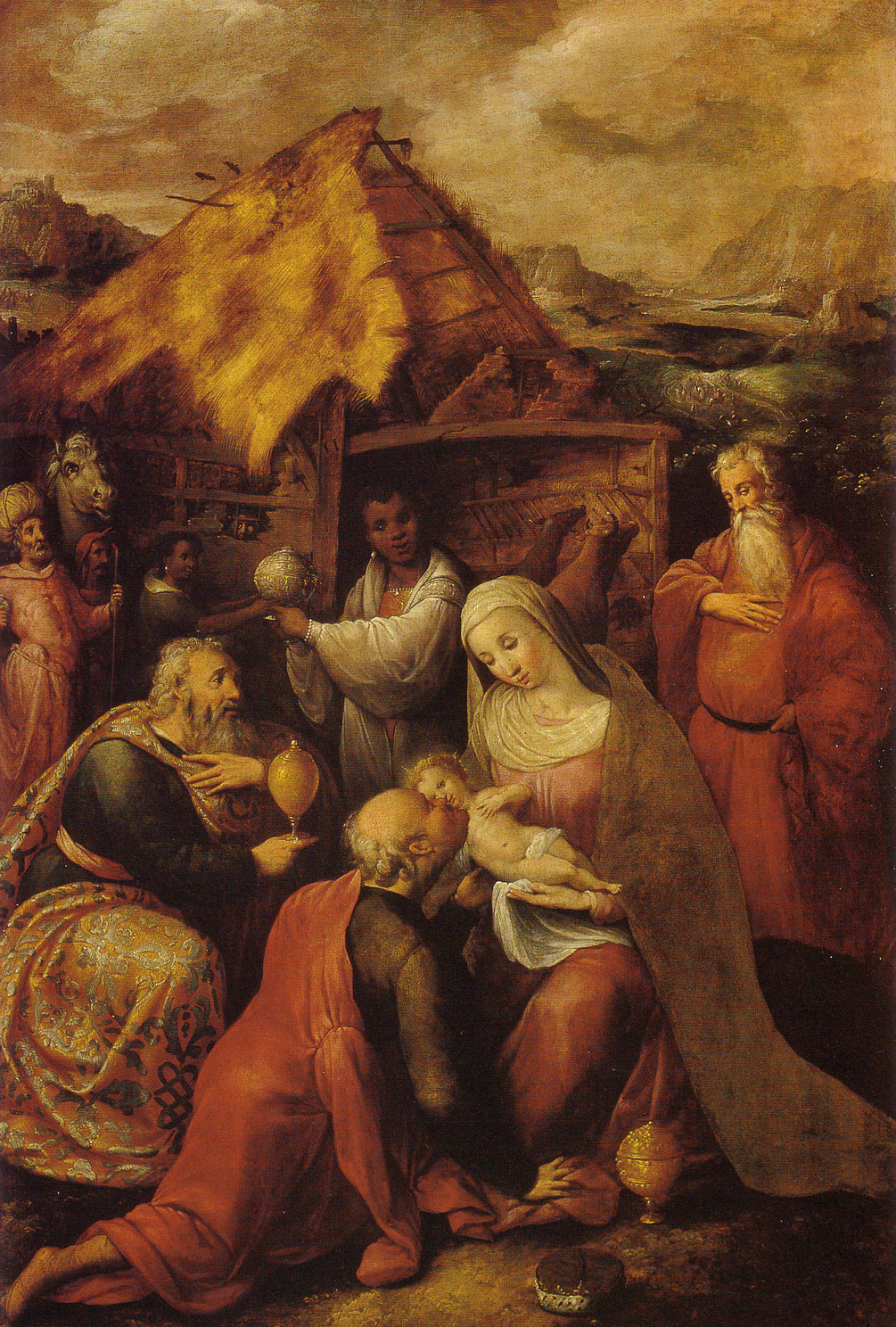
De aanbidding der wijzen, 1584
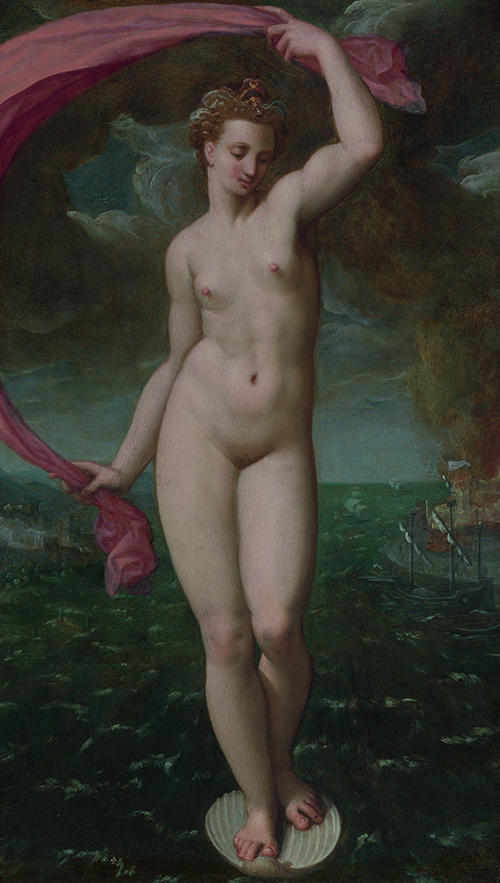
Allegorie van de Fortuna Marina, uit de collectie van The Phoebus Foundation

## Oeuvre

### Gesigneerde schilderijen
De namen van een aantal niet-geïdentificeerde schilderijen is in zeventiende-eeuwse inventarissen terug te vinden. Dit zijn met name een roverstoneel, een brandtafereel, een tafereel met gek en gekkin, een badtafereel met naakte meisjes, Bruiloft van Kana, Pluto en Proserpina, De brand van Troje, De vijf wijze en vijf dwaze maagden, Andromeda, Laatste Avondmaal en uit de collectie van de Engelse koning Karel I Landschap met Cupido en de Dood.
- Laatste Oordeel (ook: Allegorie op de charitas christiana), 1572, olieverf op doek, 570 x 200 cm, privé-verzameling.
- Brand van de citadel van Antwerpen, 1577, olieverf op doek, 80 x 120 cm, privé-verzameling.
- Amor en Venus, 1579, kopie naar Titiaan, eiken paneel, 139 x 96 cm, Hessisches Landesmuseum, Kassel, verloren gegaan tijdens de Tweede Wereldoorlog.[30]
- Sint-Joris, 1581, paneel, 193 x 225 cm, Koninklijk Museum voor Schone Kunsten, Antwerpen.
- Pierson la Hues trommeljongen van de Oude Handbooggilde, 1581, paneel, 170 x 133 cm, Koninklijk Museum voor Schone Kunsten, Antwerpen.
- Anunciatie, 1584, Concatedral de Santa María de la Redonda, Logroño (La Rioja, España).
- De drie wijzen, 1584, Concatedral de Santa María de la Redonda, Logroño (La Rioja, España).
- St Pieter, 1584, Concatedral de Santa María de la Redonda, Logroño (La Rioja, España).
- Mariae Verkündigung, 1584, paneel, 41 x 24,5 cm, Hampel, 16 juni 2010.
- Koningin Dido krijgt een stadsplan voorgelegd, 1583, paneel, 175 x 253 cm, Museum Vleeshuis, Antwerpen.
- Allegory Of The Religious Life, 1589, paneel, Sotheby's, London, 14 april 2011.
- Aartsengel Michaël (ook: Allegorie op het religieus leven), 1580-89, paneel, 96.5 x 129 cm, Pierre Berge & Associés, 15 december 2005.
- Laatste Acvondmaal (?), 1591, olieverf op doek, 129.4 by 257 cm, Sotheby's Amsterdam, 7 september 2002.
- Zittende dame met Cupido en spinet spelende heer zittend op een trommel (ook: Mars en Venus of Venus en Muziek), 1590, olieverf op doek, 145 x 220 cm, Franke, Leipzig, 1933.
- Loterij voor het Dolhuis op het Rusland, 1593, paneel, 113 x 203,5 cm, Amsterdams Historisch Museum, Amsterdam.
- Laatste avondmaal, (schets), 1594, paneel, Herzogliche Gemäldegalerie, Gotha.
- Laatste avondmaal, 1595, olieverf op doek, 163 x 333 cm, St-Petrikirche, Hamburg.
- Vanitas, 1595, olieverf op doek, 200 x 159 cm, Musée Baron Gérard, Bayeux.
- Mars en Venus, 1598, olieverf op doek, 113 x 182 cm, Musée du Présidial, Saintes.
- met Tobias Verhaecht, Landschap met Johannes de Evangelist te Patmos, 1598, Hermitage, St-Petersburg.
- Danae, niet gedateerd, paneel, 116,5 x 168,5, Christie's, New York .
- Petri-Altaar (ook Grabower-Altaar), van Bertram van Minden, waarvan Gillis de vleugels overschilderd heeft. Bij de restauratie in negentiende eeuw is het schilderij van Gillis Coignet verwijderd. De schilderijen van Coignet stelden een Opstanding en Pinksterfeest voor. Hamburger Kunsthalle, Hamburg.
- Saters tijdens Dionysiusfeest, niet gedateerd, Mak van der Waay, Amsterdam, 1972.
- Tijd onthult de waarheid, niet gedateerd, olieverf op doek, 170 x 190 cm, Fernand Niedecker, 1939.
- Perseus Turning Atlas To Stone, niet gedateerd, Christie's, London, 10 juli 2002.

### Toegeschreven aan Gillis Coignet
- Paesaggio Con Maria Maddalena Penitente, 1599, Dorotheum, Wenen, 6 oktober 2009.
- Annunciazione, San Marco, Venice, 15 oktober 2006.
- Duivelskunstenarij, olieverf op doek, 140 x 105 cm, Pinacoteca Vaticana, Vaticaanstad.
- Plato's grot, 174 x 131 cm, paneel, Musée de la Chartreuse, Douai.[31]
- Diana ontdekt het bedrog van Callisto, olieverf op doek, 175 x 103 cm, Szépmüvéstzeti Múzeum, Budapest.
- Sine Cerere et Baccho friget Venus, olieverf op doek, 242 x 166 cm, Statens Konstmuseer, Stockholm.
- Balthazars Feest, paneel, 97 x 72,5 cm, Musée d'Arras, Ancienne Abbaye de Saint Vaast, Arras.
- Judith toont het hoofd van Holofernes aan de inwoners van Bethulië, paneel, 62,5 x 149 cm, Musée des Beaux-Arts, Caen.
- De goden op de Olympos, 93 x 130,5 cm, London, Trafalgar Galleries.
- Die Befreiung der Andromeda, olieverf op doek, 214 x 124 cm, ook toegeschreven aan Mathias Gundelach, Lempertz, Keulen, 3 oktober 1928.
- Der Hafen von Venedig, Lempertz, Keulen, 21-24 april 1937.
- Landschap met het Parisoordeel, privé-verzameling, Taiwan.
- Diana and her nimphs surprised by Actaeon, 75 x 96,5 cm, ook toegeschreven aan A. Van Blocklandt, Christie's, London, 22 juli 1983.
- An allegory; Spain as protector of religion, the liberal arts, science and agriculture in the Netherlands, olieverf op paneel, 31 x 45,5 cm; ook toegeschreven aan Hendrick de Clerck, Sotheby's, 12 december 1984.
- Cleopatra, olieverf op doek, 116 x 102 cm, Lenormand, Paris, 11 december 1991.[32]
- Venus and Cupid, 82 x 66,5 cm, ook toegeschreven aan Hendrik Goltzius, Christie's, London, 29 oktober 1993.
- Vénus et l'Amour entourés d'attributs militaires, paneel, 112 x 162 cm, Artcurial – Briest- Poulain - F.Tajan, 14 december 2009
- Psyche and Cupid, 127,7 x 174,7 cm, olieverf op doek, ook toegeschreven aan de kring rond Bartholomeus Spranger, Christie's, New York, 12 januari 1996.
- Diana and Actaeon, 146 x 186,5 cm, olieverf op doek, ook toegeschreven aan Jacob de Backer, Sotheby's, London, 11 december 1996.
- A Triptych: The Crucifixion with The Virgin, Mary Magdalene and Saint John the Evangelist, circle of Gillis Coignet, Christie's, 19 April 2000.
- The betrayal of Christ, paneel, 70,5 x 102,9 cm, Bonhams New York, 21 april 2009.
- The Assyrian camp at night, with Judith beheading Holofernes in his tent, paneel, 24.7 x 24.6 cm, Sotheby's Amsterdam, 10 mei 2011.

- Plafondschilderingen in Palazzo Giocosi, Terni: Giunone e le nimfe en Perseo e Andromeda.
- Grotesken in Villa d'Este .

### Etsen
Verschillende etsen zijn naar schilderijen van Gillis Coignet gemaakt:
- P. de Jode, Aristoteles en Phyllis.
- P. Galle, De vier tijdperken der mensheid, 1573, vier koper-gravures, 31,5 x 24,7 cm, diameter 24,5 cm.
- J. Matham, Mozes slaat water uit de rots.
- J. Muller, Laatste avondmaal, 3 platen, 44,5 x 93,3 cm.
- J. Sadeler I, Johannes de Doper, geknield, 24,5 x 20,1 cm.
- J. Sadeler I, Knielende St-Pieter, 20,2 x 15 cm.
- R. Sadeler I, De dood van Cleopatra, 19,8 x 25,7 cm.
- R. Sadeler I, Venus, Bacchus en Ceres, 19,9 x 24,6 cm.
- J. Wiercx, De drie Christelijke Deugden.
- Hans I Collaert, Susanna in het bad, vier platen, uitgegeven door Gerard de Jode.
- s.n., Orisgonta Tebessa, Gideon.
- s.n., Penthée déchiré par Agavé et les femmes de Thèbes costumées en bacchantes, Musée du louvre (ontwerp toegeschreven aan Gillis Coignet)

## Voetnoten
1. ↑  G. van Hemeldonck (1987), nr.427; SAA (Stadsarchief Antwerpen) Pk3572.
2. 1 2 3  C. van Mander (1943), p.153.
3. ↑  SAA Pk3573; SR386, f 93r-v.
4. 1 2 3  Fiamminghi a Roma (1995), p.157.
5. 1 2  H. Miedema (1998).
6. ↑  Volgens de Liggeren (P. Rombouts & T. van Lerius (1874) I) waren dit Symon Utens (p.243), Jaspar van Doorne (p.256) en Robert Keuls (p.289). Volgens Carel van Mander (1943; p.213) zou ook Cornelis Cornelisz. van Haarlem op het einde van de jaren 1570 of begin jaren 1580 in Coignets atelier gewerkt hebben. Zie hierover ook J.L. McGee (1991), p. 219.
7. ↑  Documentos del Archivo de la Casa de Alba (1891), p.106-107.
8. ↑  SAA SR360 f1v; SAA Pk3573; G. van Hemeldonck (1987), nr.427. Het is niet duidelijk of en in welke mate het schilderij St-Joris, dat in 1581 werd voltooid, een betaling in natura van deze koopsom was.
9. ↑  SAA R2208 f53r; R2227, f54v; R2245, f54v; R2340, f54v; R2356, f54v; R2306, f54v.
10. ↑  SAA Fiches VAN ROEY; R2422, f16r; R2434, f15r; R2440, f68r.
11. ↑  J. van Roey (1963) en (1968) heeft de getaxeerden in vijf categorieën opgedeeld: de armen (niet getaxeerden), de lager getaxeerden (minder dan 2 gl. 10), de welstellenden (2 gl. 10 tot 25 gl.), de gefortuneerden (30 gl. tot 100 gl.) en de allerrijksten (meer dan 150 gl.).
12. ↑  Artesis Hogeschool Dept B Bib 243(4), f28r.
13. ↑  C. van de Velde in J. van der Stock(1993), p.251.
14. ↑  Artesis Hogeschool Dept B Bib 243(4), f28v.
15. ↑  Artesis Hogeschool Dept B Bib 243(4), f29r.
16. ↑  SAA Pk3573; SR386, f93v.
17. ↑  G. van Hemeldonck (1987), nr.428 en nr.479; zie ook SAA Cert47, 505-506.
18. ↑  P. Rombouts & T. van Lerius (1874) I, p.313.
19. ↑  P. Rombouts & T. van Lerius (1874) I, p.315-316.
20. ↑  SAA SR387, f11v.
21. ↑  P. Rombouts & T. van Lerius (1874) I, p.317.
22. ↑  Volgens F.J. van den Branden verliet hij Antwerpen op 23 september 1586 (zie SAA Pk3573).
23. ↑  J.G.C.A. Briels (1976), p.17; H. Miedema (1995), p.149.
24. ↑  C. van Mander (1943), p.400. Hij zou ook de schilder en architect Hans Vredeman de Vries bepraat hebben om naar Amsterdam te komen.
25. ↑  H. Miedema (1995), p.149-150.
26. ↑  Zie H. Miedema (1998).
27. ↑  J.G.C.A. Briels (1976), p.81; H. Miedema (1995), p.150.
28. ↑  P. Rombouts & T. van Lerius (1874) I, p.184.
29. ↑  Zie hierover J.G.C.A. Briels (1997), 313-314.
30. ↑  Dit doek werd in 1936 in bruikleen gegeven aan de Duitse ambassade in Brussel. De laatste vermelding ervan dateert van 1942
31. ↑  Carel van Mander schrijft in Den Grondt der edel vrij Schilder-const over dit schilderij: "van hem [= Coignet] is in Amsterdam De Grot van Plato [te zien], waarin buitengewoon veel kunst is [aangewend]". Zie H. Miedema (1973), p. 197.
32. ↑  In de verkoopscatalogus wordt dit doek toegeschreven aan Abraham Blommaert of een leerling van zijn school. De overeenkomst met de gelijknamige ets van R. Sadeler, naar Gillis Coignet, is echter dusdanig dat de toeschrijving aan Coignet als zeker beschouwd kan worden.

- Biblioteca Nacional de España: XX1499229
- Bibliothèque nationale de France: cb14883039h (data)
- Biografisch Portaal: 20736836
- Digitale Bibliotheek voor de Nederlandse Letteren: coig003
- Gemeinsame Normdatei: 122145100
- International Standard Name Identifier: 0000 0000 1562 8336
- KulturNav: e6e33771-8352-426f-a904-69bba05cd38a
- Nederlandse Thesaurus van Auteursnamen: 326836748
- RKD-Nederlands Instituut voor Kunstgeschiedenis: 17939
- Système universitaire de documentation: 251044122
- Union List of Artist Names: 500032788
- Virtual International Authority File: 13182910
- WorldCat: E39PBJrm4bT6DhGbWWCCYkXjmd